# اوهایو براش کریک
اوهایو براش کریک (به انگلیسی: Ohio Brush Creek) رودخانهای است که در ایالات متحده آمریکا جریان دارد.